# 大田満男
大田 満男（おおた みつお、1921年12月5日 - 2025年1月28日）は、日本の元大蔵官僚。名古屋国税局長や造幣局長等を務めた。
長女は翻訳家の大田亜侑。

## 来歴・人物
大蔵省出身。独学で英語を学び、フルブライト奨学金、ガリオア奨学金を獲得し、アメリカ・コロンビア大学大学院へ留学。造幣局創立100周年時の造幣局長。

## 略歴
- 1935年 満州国大連市 大連商業学校（旧制）卒業（23期）
- 1938年 満州国大連市 大連高等商業学校（旧制）卒業（3期）
- 1939年 神戸商業大学（旧制）（現・神戸大学）入学
- 1939年 大学一年在学中に高等試験行政科合格
- 1940年 学徒動員により、神戸商業大学（旧制）（現・神戸大学）卒業（14期）
- 1940年 海軍経理学校入校。海軍主計科短期現役
- 1946年 大蔵省入省。
- 1948年 沼津税務署長
- 1950年 大蔵省秘書課課長補佐
- 1951年 フルブライト奨学金、ガリオア奨学金により、アメリカ・コロンビア大学大学院へ留学。Public Finance専攻
- 1952年 主計局主査
- 1955年 関東信越国税局間税部長
- 1959年 宮内庁へ出向。主計課長
- 1963年 大阪国税局総務部長
- 1965年 国税庁長官官房人事課長
- 1968年 名古屋国税局長
- 1970年 造幣局長（1973年6月退官）
- 1973年 日本住宅公団理事
- 1977年 住宅金融公庫副総裁
- 1980年 国家公務員共済組合連合会理事長
- 1985年 地銀生保住宅ローン株式会社社長（1998年退職）